# Haapakylä
Haapakylä is een dorp binnen de Zweedse gemeente Övertorneå. Het dorp ligt tegen Övertorneå aan, beide gescheiden door de afwateringsrivier van het Särkijärvi, dat ook tussen beide plaatsen in ligt. Haapakylä ligt op de kruising van de rijkswegen 99 en de 98.
Bestuurscentrum: Övertorneå waaronder Turovaara
Tätort: Hedenäset · Juoksengi · Svanstein
Småort: Aapua · Haapakylä · Jänkisjärvi · Kuivakangas · Maaherra, Aili en Kieri · Neistenkangas · Pello · Poikkijärvi · Pudas · Rantajärvi
Overig: Alkullen · Armasjärvi · Bäckesta · Ekfors · Härkäsaadio · Hirvijärvi · Kannusjärvi · Kukasjärvi · Koutojärvi · Kuurajärvi · Kuusijärvi · Liehittäjä · Littiäinen · Luppio · Matojärvi · Mettäjärvi · Mukkajärvi · Oja · Olkamangi · Orjasjärvi · Pallakka · Penttäjä · Persomajärvi · Pirttijärvi · Potila · Puhkuri · Raitajärvi · Risudden-Vitsaniemi · Ruokojärvi · Ruskola · Siekasjärvi · Soukolojärvi · Soukolojoki · Vyöni · Ylinenjärvi · Ylinenjoki